# Славник
Славник је насеље у Србији у општини Бојник у Јабланичком округу. Према попису из 2022. био је 66 становник (према попису из 2002. било је 127 становника).

## Демографија
У насељу Славник живи 98 пунолетних становника, а просечна старост становништва износи 46,8 година (46,4 код мушкараца и 47,2 код жена). У насељу има 49 домаћинстава, а просечан број чланова по домаћинству је 2,59.
Становништво у овом насељу веома је нехомогено, а у последња три пописа, примећен је пад у броју становника.
Осморица сељана су се 5. јула 1937. удавила у Пустој реци, сакупљајући дрва која је носио набујали ток.
|  |

| Демографија | Демографија | Демографија |
| Година      | Становника  | Становника  |
| ----------- | ----------- | ----------- |
| 1948.       | 423         |             |
| 1953.       | 410         |             |
| 1961.       | 389         |             |
| 1971.       | 291         |             |
| 1981.       | 208         |             |
| 1991.       | 159         | 158         |
| 2002.       | 127         | 129         |
| 2011.       | 101         |             |

| Етнички састав према попису из 2002.‍ | Етнички састав према попису из 2002.‍ | Етнички састав према попису из 2002.‍ | Етнички састав према попису из 2002.‍ | Етнички састав према попису из 2002.‍ |
| ------------------------------------ | ------------------------------------ | ------------------------------------ | ------------------------------------ | ------------------------------------ |
|                                      |                                      |                                      |                                      |                                      |
| Срби                                 | Срби                                 |                                      | 78                                   | 61,41%                               |
| Роми                                 | Роми                                 |                                      | 49                                   | 38,58%                               |
| непознато                            | непознато                            |                                      | 0                                    | 0,0%                                 |

| Година пописа     | 1948. | 1953. | 1961. | 1971. | 1981. | 1991. | 2002. |
| ----------------- | ----- | ----- | ----- | ----- | ----- | ----- | ----- |
| Број домаћинстава | 76    | 74    | 83    | 82    | 72    | 60    | 49    |

| Број чланова      | 1  | 2  | 3 | 4 | 5 | 6 | 7 | 8 | 9 | 10 и више | Просек |
| ----------------- | -- | -- | - | - | - | - | - | - | - | --------- | ------ |
| Број домаћинстава | 14 | 19 | 5 | 3 | 4 | 2 | 1 | 0 | 1 | 0         | 2,59   |

| Пол    | Укупно | Неожењен/Неудата | Ожењен/Удата | Удовац/Удовица | Разведен/Разведена | Непознато |
| ------ | ------ | ---------------- | ------------ | -------------- | ------------------ | --------- |
| Мушки  | 55     | 9                | 36           | 10             | 0                  | 0         |
| Женски | 45     | 1                | 36           | 8              | 0                  | 0         |
| УКУПНО | 100    | 10               | 72           | 18             | 0                  | 0         |

| Пол    | Укупно                    | Пољопривреда, лов и шумарство | Рибарство                            | Вађење руде и камена | Прерађивачка индустрија       |
| ------ | ------------------------- | ----------------------------- | ------------------------------------ | -------------------- | ----------------------------- |
| Мушки  | 24                        | 19                            | 0                                    | 0                    | 0                             |
| Женски | 8                         | 6                             | 0                                    | 0                    | 1                             |
| УКУПНО | 32                        | 25                            | 0                                    | 0                    | 1                             |
| Пол    | Производња и снабдевање   | Грађевинарство                | Трговина                             | Хотели и ресторани   | Саобраћај, складиштење и везе |
| Мушки  | 0                         | 2                             | 0                                    | 0                    | 0                             |
| Женски | 0                         | 0                             | 0                                    | 0                    | 0                             |
| УКУПНО | 0                         | 2                             | 0                                    | 0                    | 0                             |
| Пол    | Финансијско посредовање   | Некретнине                    | Државна управа и одбрана             | Образовање           | Здравствени и социјални рад   |
| Мушки  | 0                         | 0                             | 0                                    | 1                    | 0                             |
| Женски | 0                         | 0                             | 0                                    | 1                    | 0                             |
| УКУПНО | 0                         | 0                             | 0                                    | 2                    | 0                             |
| Пол    | Остале услужне активности | Приватна домаћинства          | Екстериторијалне организације и тела | Непознато            | Непознато                     |
| Мушки  | 0                         | 0                             | 0                                    | 2                    | 2                             |
| Женски | 0                         | 0                             | 0                                    | 0                    | 0                             |
| УКУПНО | 0                         | 0                             | 0                                    | 2                    | 2                             |